# Бонни и Клайд по-итальянски
«Бонни и Клайд по-итальянски» (итал. Bonnie e Clyde all'italiana) — кинофильм, снятый режиссёром Стено в 1982 году.

## Сюжет
Банда гангстеров, напавшая на банк, берет в заложники Лео (Паоло Вилладжо), продавца сувениров, невезучего малого, постоянно влипающего в разные истории, и Джаду (Орнелла Мути), молодую девицу, потерявшую очки и не видящую дальше своего носа. По дороге машина переворачивается, бандиты без сознания, а Лео прихватывает с собой не только Джаду, но и чемодан с деньгами. Теперь за ними гонятся и гангстеры, и полиция, считающая их грабителями.

## В ролях
- Паоло Вилладжо — Лео Кавацци
- Орнелла Мути — Розетта Фоскини, она же Джада
- Жан Сорель — Капитан
- Фердинандо Муроло — Марсельеза, босс грабителей банка
- Антонио Аллочча — Доктор
- Антонио Базиле — Грабитель банка
- Лорис Баццокки — Грабитель банка
- Эудженио Машари — Грабитель банка
- Дино Кассио — Продавец оптики
- Фабрицио Мартуфелло — Таксист
- Фульвио Мингоцци — Доктор Доминичи
- Коррадо Ольми — Бонетти, владелец магазина игрушек

## Съёмочная группа
- Продюсер — Акилле Манцотти
- Сценарий — Лучано Винченцони, Серджио Донати, Джанни Манганелли
- Режиссёр — Стено
- Монтаж — Раймондо Кроциани
- Оператор — Франко Ди Джакомо
- Композиторы — Гвидо Де Анжелис, Маурицио де Анжелис
- Художник — Эцио Альтьери
- Костюмы — Уэйн Э. Финкелмэн